# Vicente Enrique y Tarancón
Vicente Enrique y Tarancón (Burriana, 14 maggio 1907 – Villarreal, 28 novembre 1994) è stato un cardinale e arcivescovo cattolico spagnolo.

## Biografia
Nacque a Burriana il 14 maggio 1907.
Nominato vescovo di Solsona nel 1945, vi rimase fino al 1964 quando fu destinato alla sede arcivescovile di Oviedo.
Dal gennaio 1969 al dicembre 1971 fu poi arcivescovo di Toledo e quindi primate di Spagna.
Papa Paolo VI lo elevò al rango di cardinale nel concistoro del 28 aprile 1969.
Nel dicembre 1971 venne nominato arcivescovo di Madrid.

### Morte
Morì il 28 novembre 1994 all'età di 87 anni per una bronchite cronica.

## Genealogia episcopale e successione apostolica
La genealogia episcopale è:
- Cardinale Scipione Rebiba
- Cardinale Giulio Antonio Santori
- Cardinale Girolamo Bernerio, O.P.
- Arcivescovo Galeazzo Sanvitale
- Cardinale Ludovico Ludovisi
- Cardinale Luigi Caetani
- Cardinale Ulderico Carpegna
- Cardinale Paluzzo Paluzzi Altieri degli Albertoni
- Papa Benedetto XIII
- Papa Benedetto XIV
- Papa Clemente XIII
- Cardinale Marcantonio Colonna
- Cardinale Giacinto Sigismondo Gerdil, B.
- Cardinale Giulio Maria della Somaglia
- Cardinale Carlo Odescalchi, S.I.
- Cardinale Costantino Patrizi Naro
- Cardinale Lucido Maria Parocchi
- Papa Pio X
- Papa Benedetto XV
- Cardinale Federico Tedeschini
- Vescovo Manuel Moll y Salord
- Cardinale Vicente Enrique y Tarancón

La successione apostolica è:
- Arcivescovo José Pont y Gol (1951)
- Vescovo Rafael Torija de la Fuente (1969)
- Arcivescovo Teodoro Cardenal Fernández (1970)
- Arcivescovo Sotero Sanz Villalba (1970)
- Vescovo Victorio Oliver Domingo (1972)
- Cardinale José Manuel Estepa Llaurens (1972)
- Vescovo Alberto Iniesta Jiménez (1972)
- Cardinale Antonio María Javierre Ortas, S.D.B. (1976)
- Cardinale Fernando Sebastián Aguilar, C.M.F. (1979)